# Carabus staudingeri
Carabus (Deroplectes) staudingeri – gatunek chrząszcza z rodziny biegaczowatych i podrodziny Carabinae.

## Taksonomia
Gatunek ten został opisany w 1886 roku przez Ludwiga Ganglbauera, a jego epitet gatunkowy nadany został na cześć Otto Staudingera. Lokalizacją typową są Góry Ałajskie. Dawniej klasyfikowany był jako gatunek typowy dla podrodzaju Plesius lub Paraplesius, a obecnie umieszcza się go w podrodzaju Deroplectes.
Podejrzewa się, że gatunek Carabus alajensis, który nie został odłowiony od czasów opisania przez Andrieja Siemionowa-Tjan-Szanskiego w 1896 roku, jest w rzeczywistości naturalną hybrydą międzygatunkową pomiędzy Carabus (Deroplectes) staudingeri a Carabus (Pantophyrtus) turcomanorum.

## Rozprzestrzenienie
Chrząszcz palearktyczny o chorotypie środkowoazjatyckim. Wykazany z Uzbekistanu, Tadżykistanu i Iranu, w tym ostanu Azerbejdżan Zachodni. Według Kriżanowskiego i innych jest to gatunek gór środkowoazjatyckich obejmujący zasięgiem góry Turkiestańskie, Zarafszańskie, Hisarskie i Ałajskie.